# Orod II.
Orod II. Partski (perzijsko ارد دوم‎), imenovan tudi Hirod Anaridij, od leta 57 do 38 pr. n. št. veliki kralj Partskega cesarstva, * ni znano, † 38. pr. n. št..
Od leta 57 do 54 pr. n. št. je bil Orodov sovladar njegov brat Mitridat III. Poročen je bil z grško princeso Laodiko, hčerko komagenskega kralja Antioha I. Tea in kraljice Izije Komagenske.
Mitridat III. je bil kralj Medije. Kmalu po prihodu na prestol ga je Orod pregnal. Pobegnil je v Sirijo in od tam napadel Partsko cesarstvo, vendar se je na prestolu obdržal zelo malo časa. Leta 55 pr. n. št. ga je v Selevkiji na Tigrisu oblegal Orodov general Surena in ga po daljšem upiranju leta 54 pr. n. št. ujel in ubil.
Medtem je rimski general Mark Licinij Kras poskušal prodreti proti vzhodu. Njegov poskus se je končal leta 53 pr. n. št. s porazom v bitki s Sureno pri Kari (Harran) in njegovo smrtjo. Orod je tačas napadel Armenijo in prislil kralja Artavazda, sina Tigrana Velikega, da je prekinil zavezništvo z Rimljani. Z zmago v bitki pri Kari so Parti zavarovali ozemlje vzhodno od Evfrata in naslednje leto s skromnimi uspehi napadli Sirijo: Sureno, ki je zaradi svojih uspehov postal nevaren, je Orod ubil, Orodovega mladega sina Pakorja pa je leta 51 pr. n. št. porazil Gaj Kasij Longin.
Med rimskimi republikanskimi državljanskimi vojnami so se Parti postavili najprej na Pompejevo in zatem na Brutovo in Kasijevo stran in do leta 40 pr. n. št. mirovali. Tega leta je Pakor s pomočjo dezerterja Kvinta Labijena osvojil velik del Sirije in Male Azije. Leta 38 pr. n. št. ga je porazil in ubil rimski general Publij Ventidij Bas. 
Orod, ki ga je sinova smrt globoko prizadela, je za svojega naslednika imenoval sina Fraata IV., ki ga je kmalu zatem ubil. 